# Isonzoschlachten
1915

1. Isonzo – 2. Isonzo – Erste Dolomitenoffensive – Zweite Dolomitenoffensive – 3. Isonzo – 4. Isonzo – Lavarone (1915–1916)
1916

5. Isonzo – Südtiroloffensive – 6. Isonzo (Doberdo) – 7. Isonzo – 8. Isonzo – 9. Isonzo – 
Lawinenkatastrophe
1917

10. Isonzo – Ortigara – 11. Isonzo – 12. Isonzo – Pozzuolo – Monte Grappa
1918

Piave – San Matteo – Vittorio Veneto
Die Isonzoschlachten waren zwölf große Kampfhandlungen im Ersten Weltkrieg zwischen dem Königreich Italien und den beiden verbündeten Mittelmächten Österreich-Ungarn und dem Deutschen Kaiserreich. Mit über einer Million getöteten, verwundeten und vermissten Soldaten gehörten die Isonzoschlachten zu den verlustreichsten Schlachten des Ersten Weltkriegs. Benannt wurden sie nach dem Fluss Isonzo (slowenisch Soča), um dessen Tal sich die Fronten zogen. Das Gebiet liegt größtenteils im heutigen Slowenien. Die Kämpfe in den Julischen Alpen am Oberlauf des Isonzo waren auch Teil des Gebirgskrieges 1915–1918. Während die ersten elf Isonzoschlachten durch italienische Offensiven gekennzeichnet waren, die trotz großer Verluste auf beiden Seiten keine Entscheidung brachten, gingen in der letzten Schlacht die an der Isonzofront vor dem Zusammenbruch stehende österreichisch-ungarischen Armee und die neu eingetroffene 14. Deutsche Armee zu einem Entlastungsangriff über und drängten die italienische Armee bis zum Piave zurück.

## Vorgeschichte und Kriegseintritt Italiens

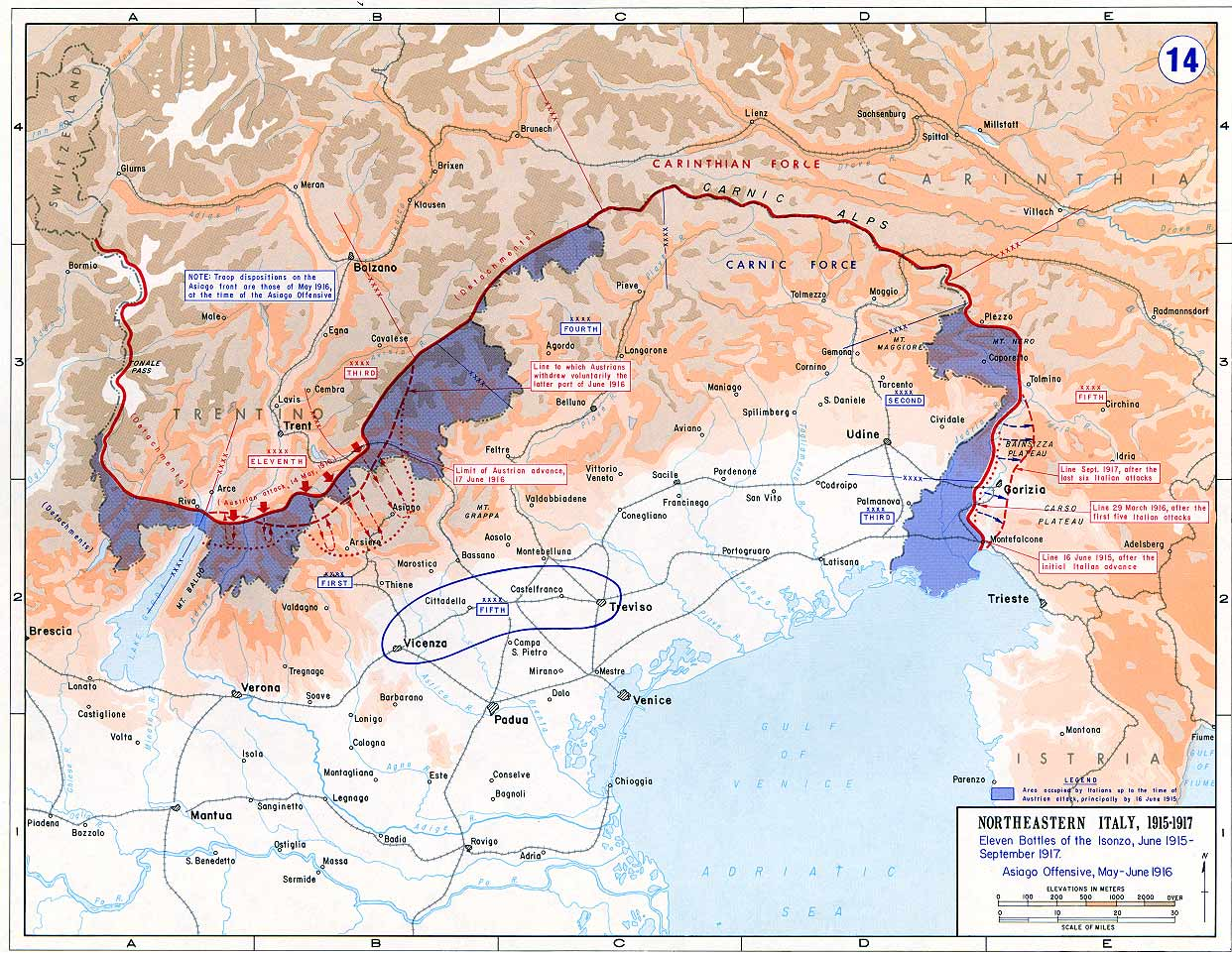
Frontverläufe zwischen 1915 und 1917

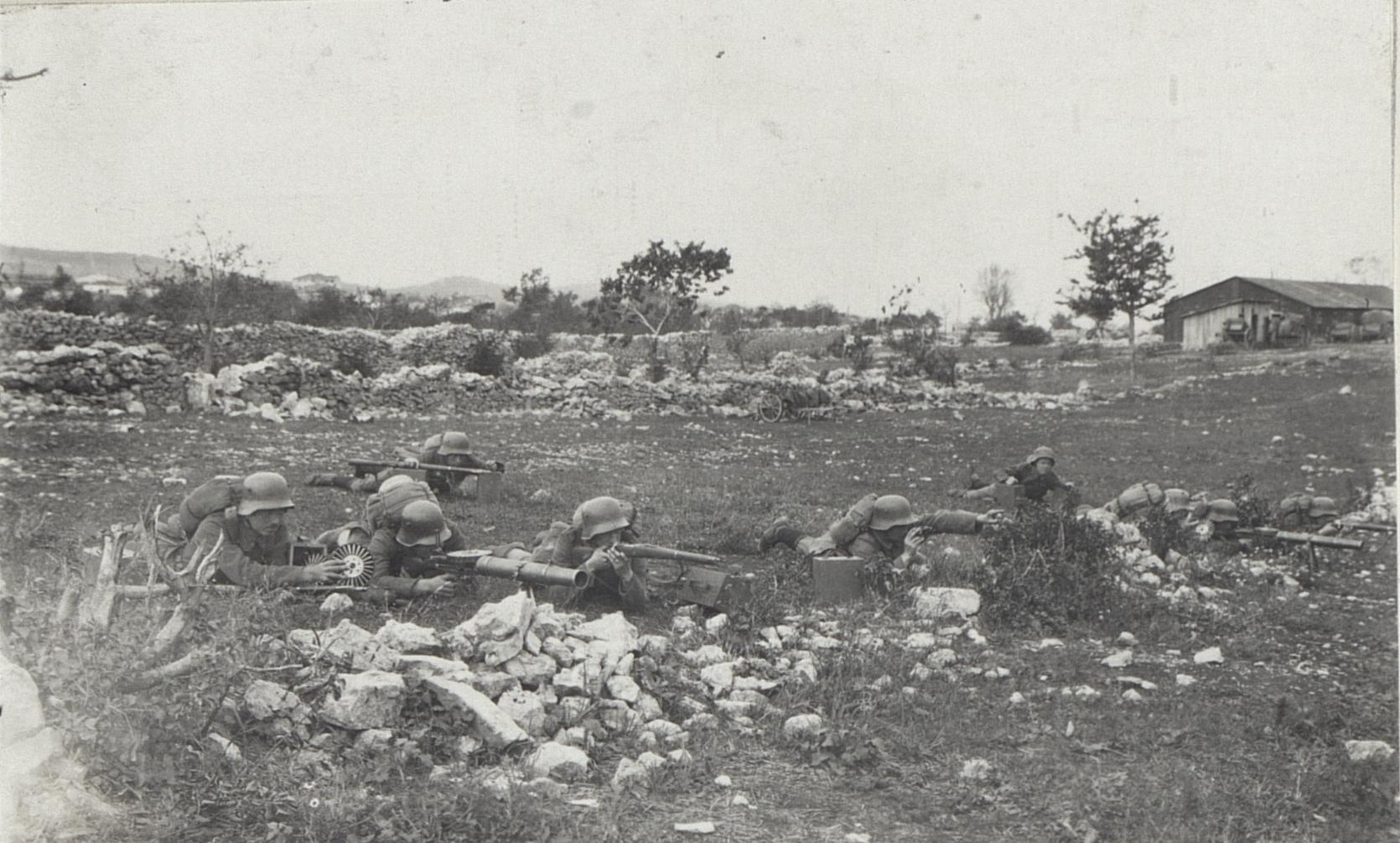
Deutsche MG-Einheit am Isonzo

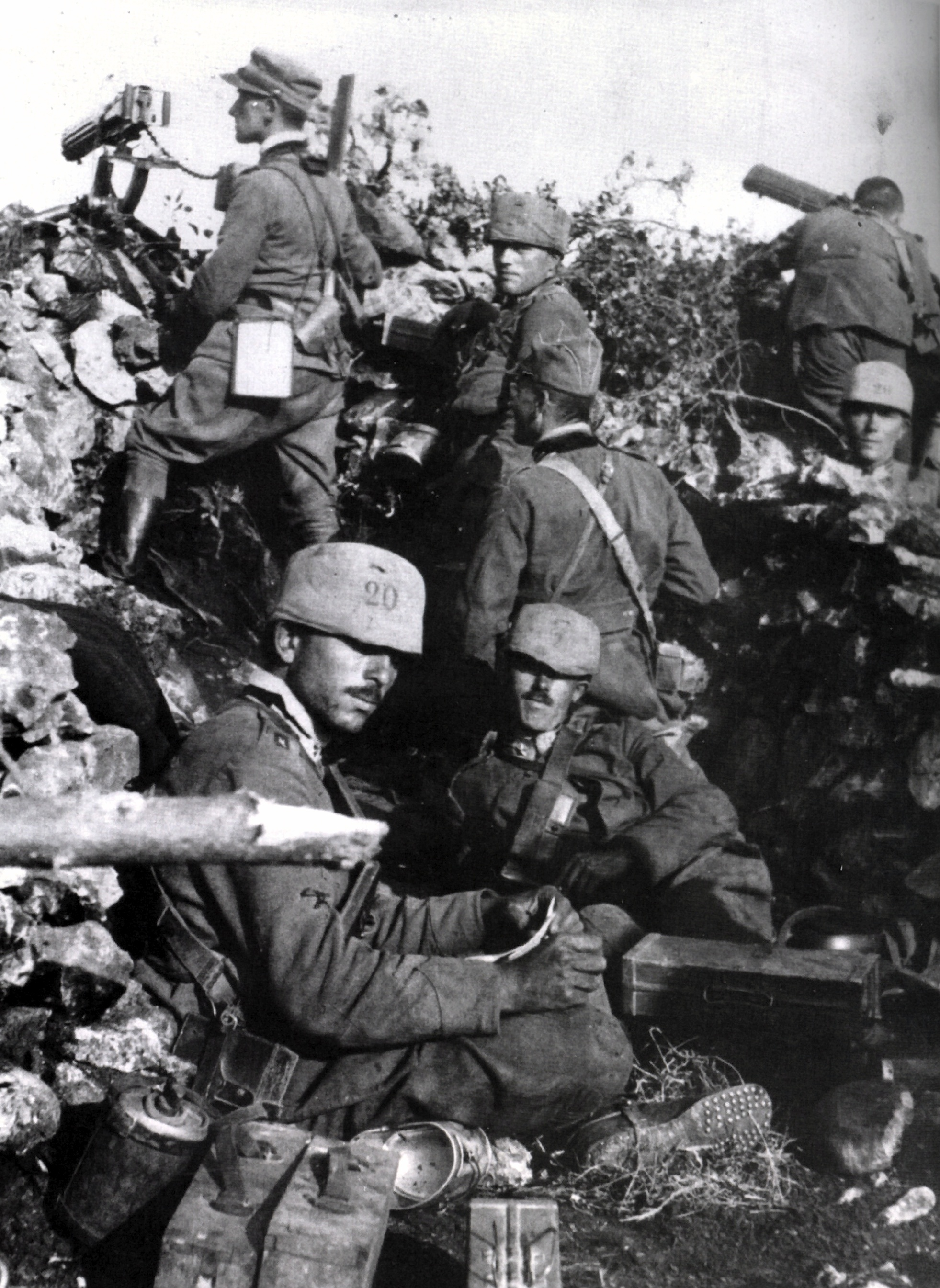
Soldaten des 20. Kavallerie-Regiments „Roma“ im Schützengraben, Isonzo, 1915

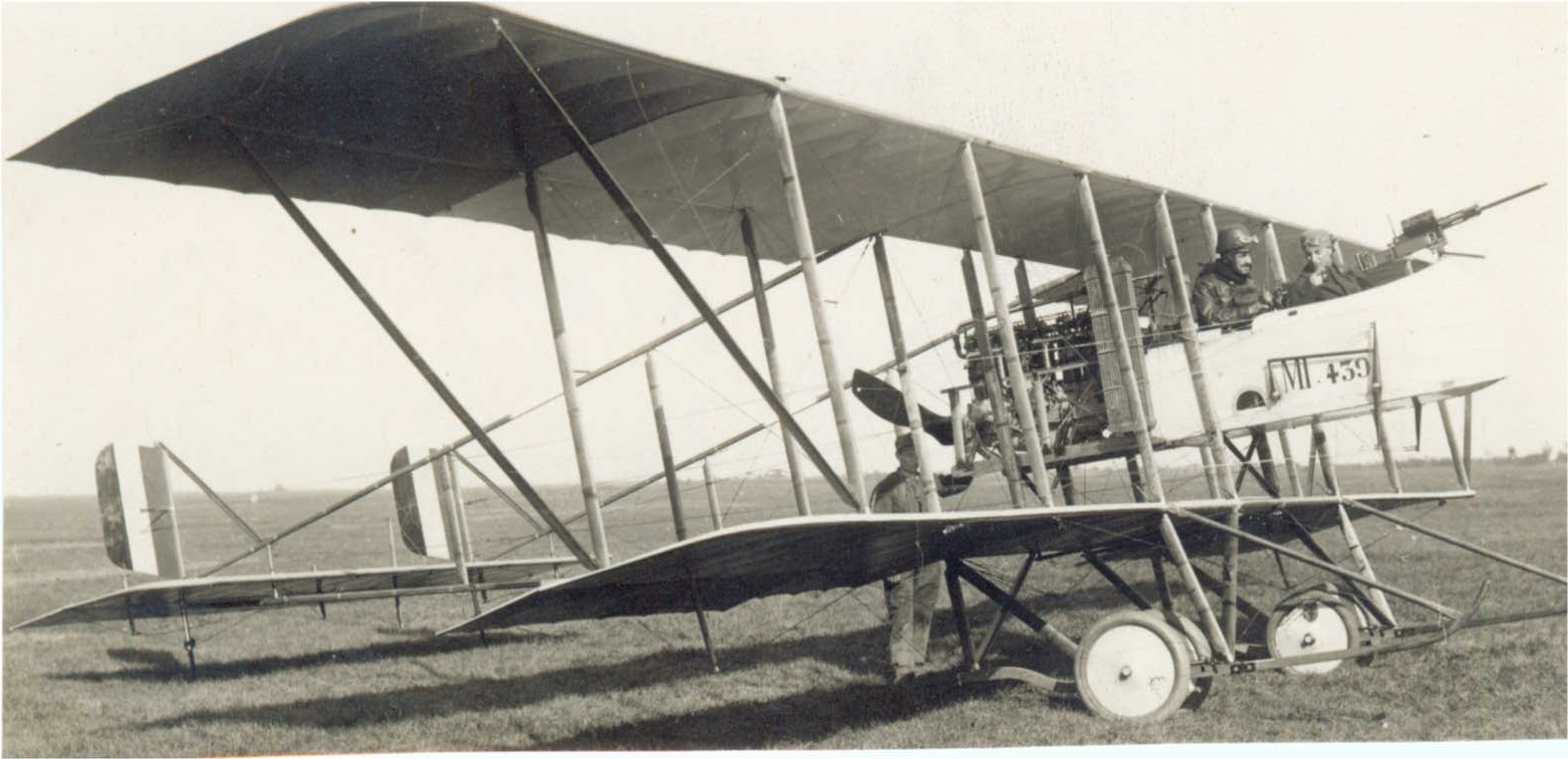
Eine italienische Farman M.F.11

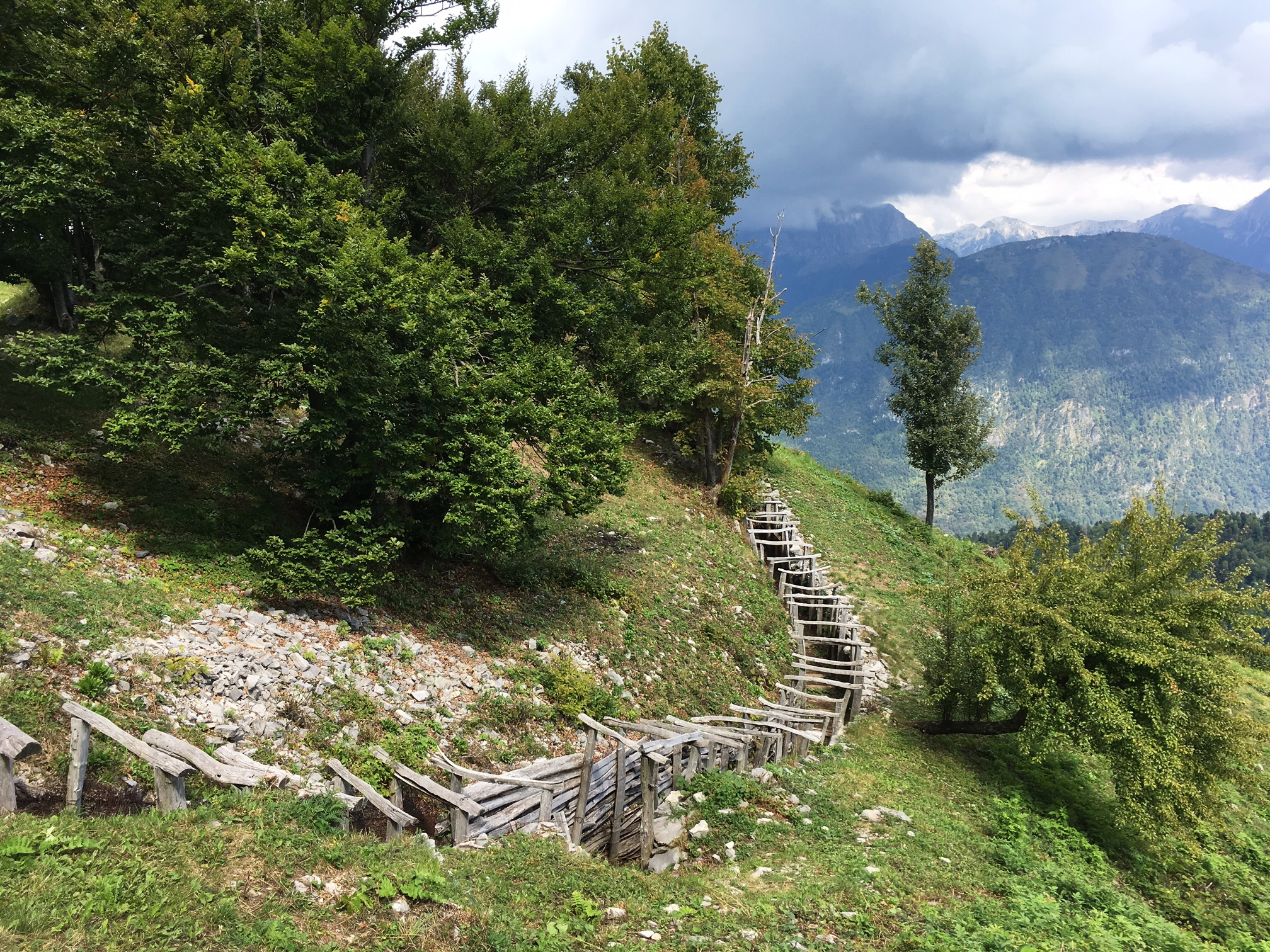
Ehemaliger Schützengraben am Isonzo (Slowenien)

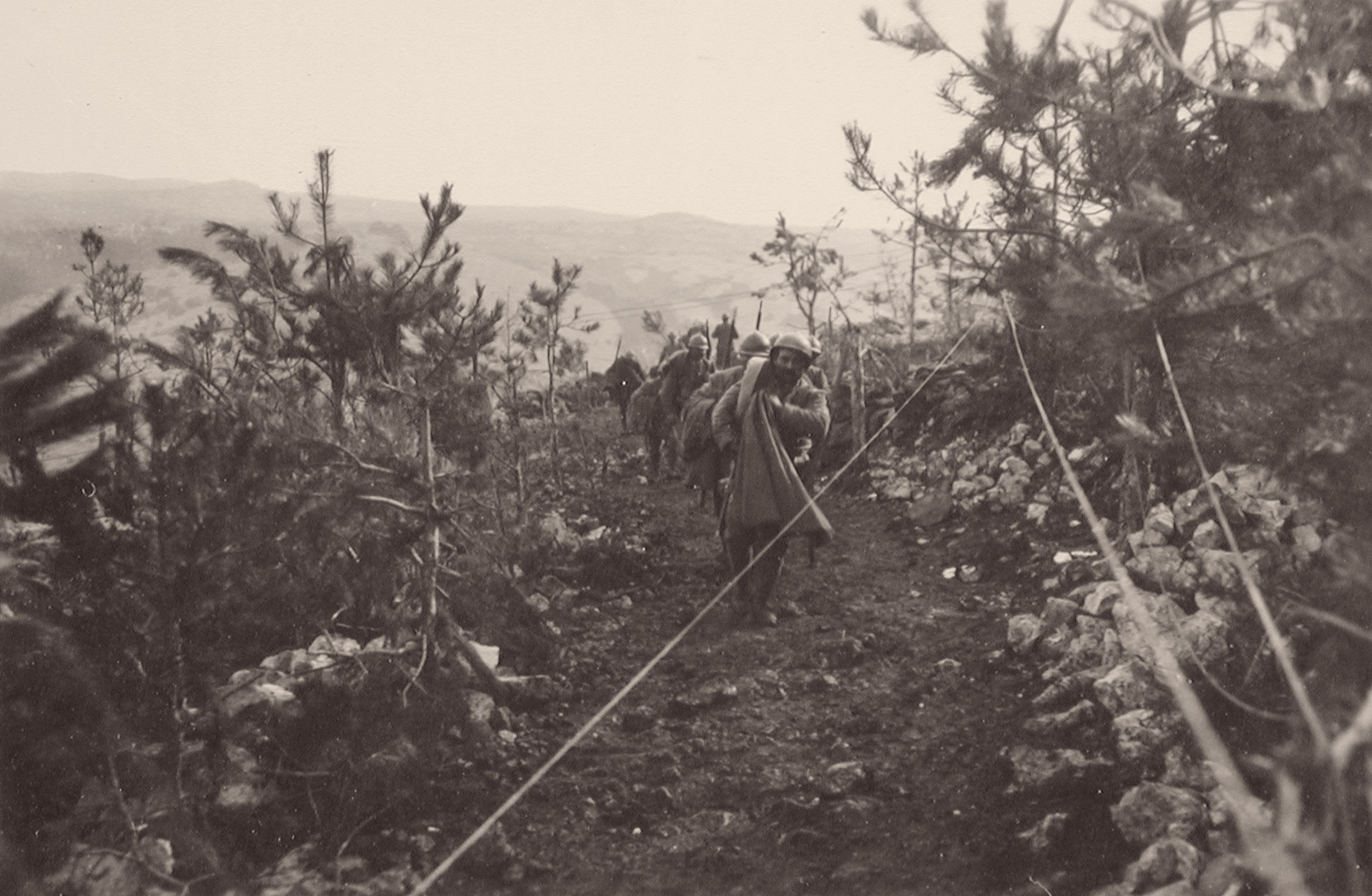
Italienische Ersatztruppen auf dem Weg in den Schützengraben

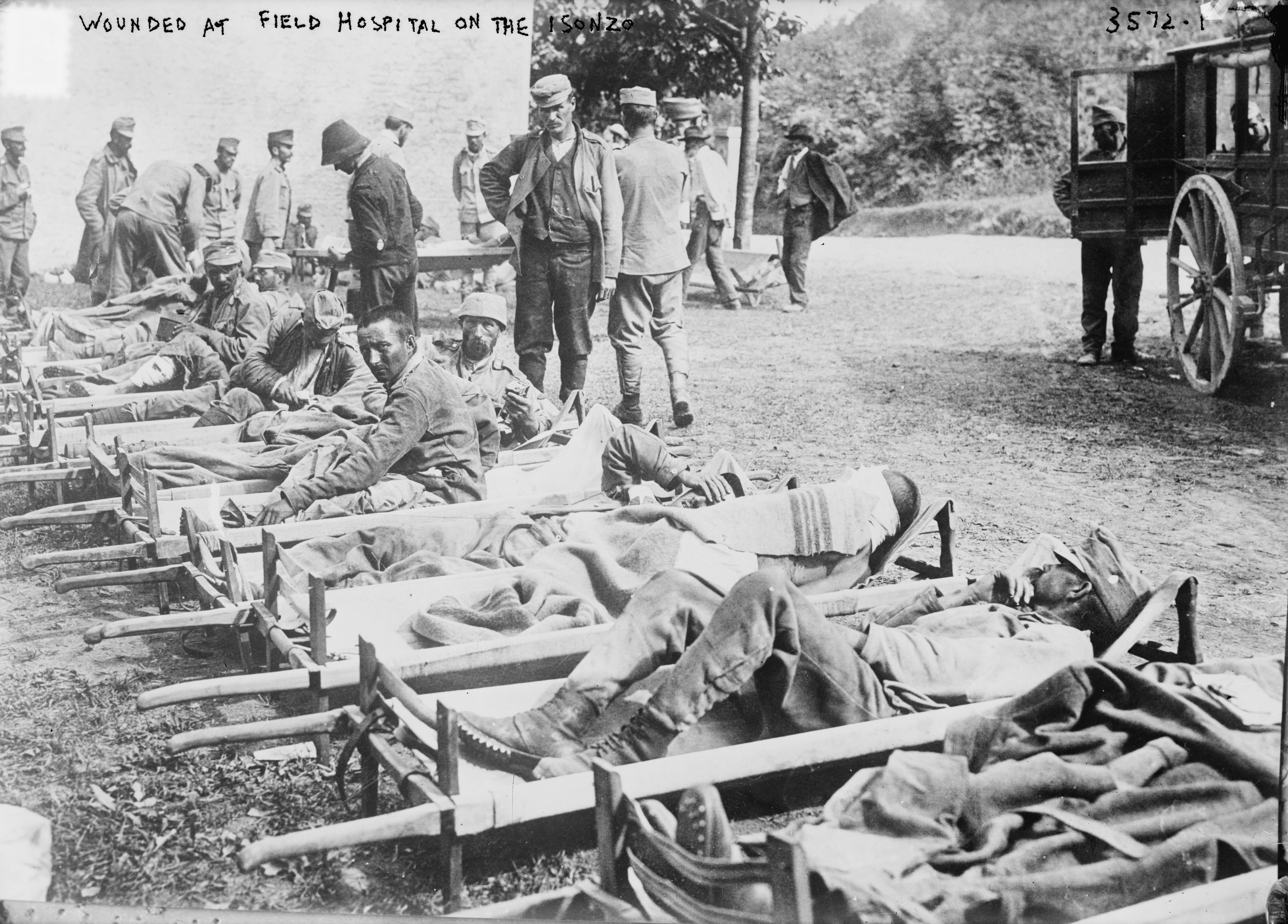
Österreichisches Feldlazarett, 1916

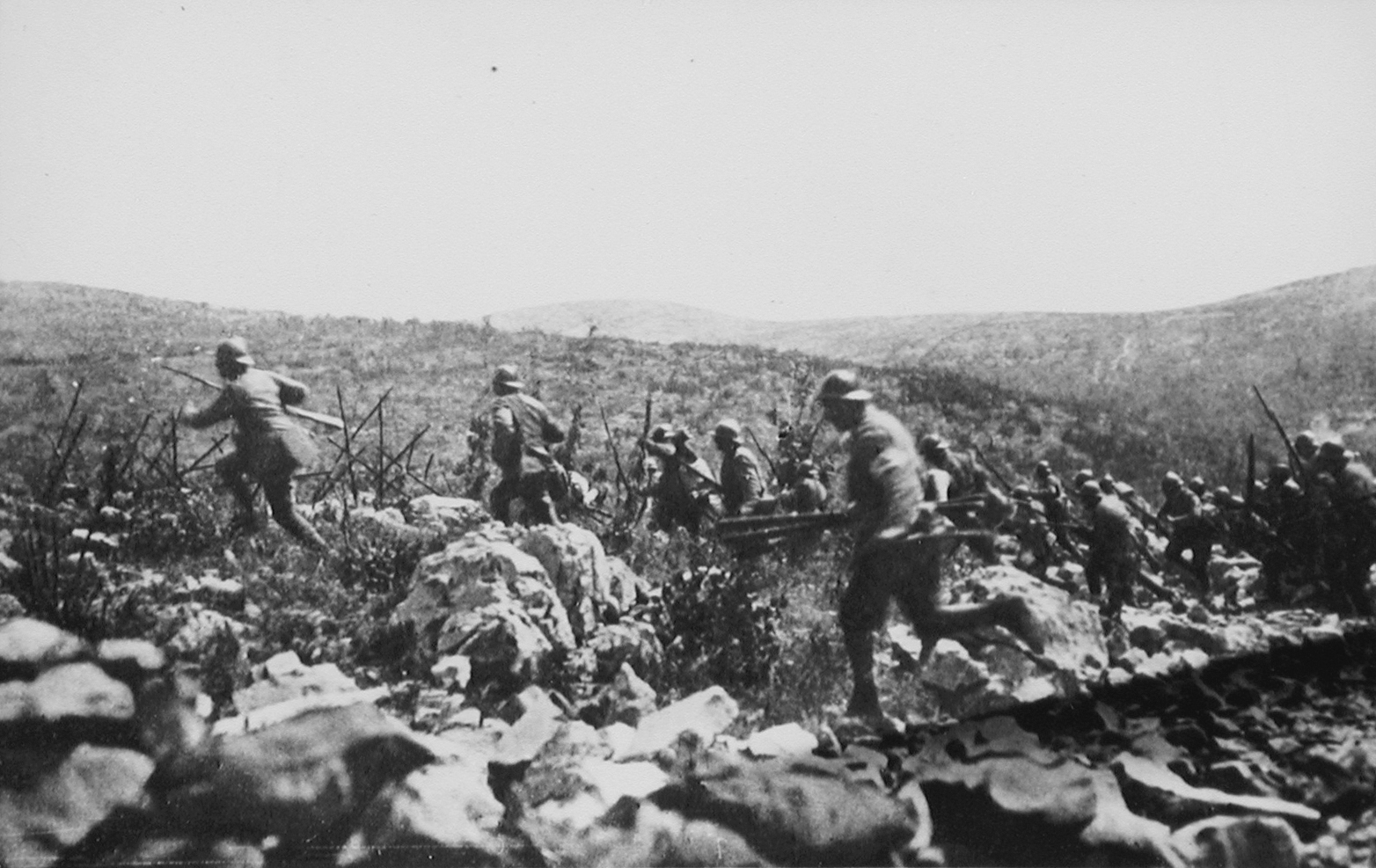
Angriff der italienischen Infanterie während der 9. Isonzoschlacht

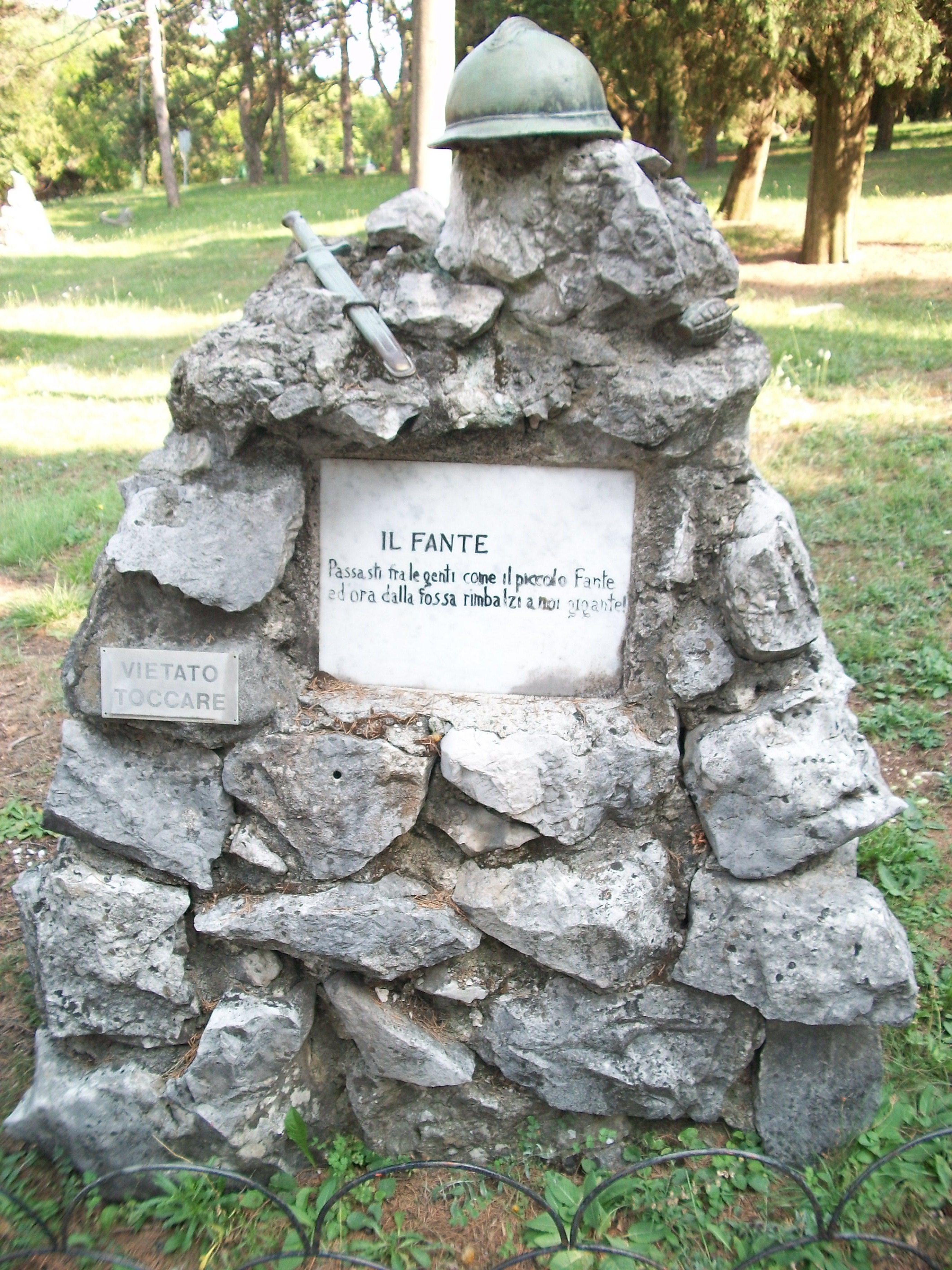
Kriegsmonument in San Pier d’Isonzo

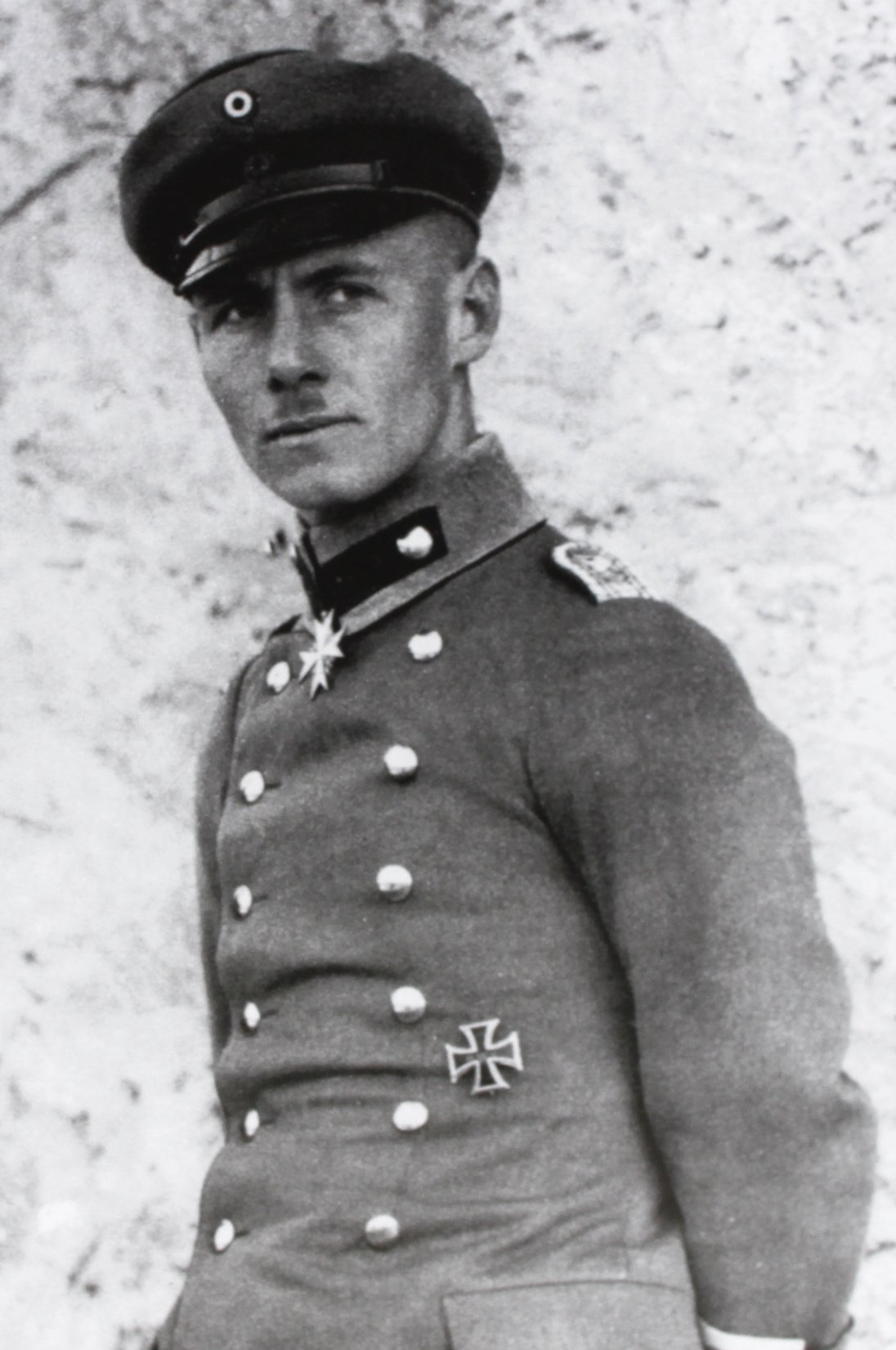
Oberleutnant Erwin Rommel, Isonzo, Oktober 1917

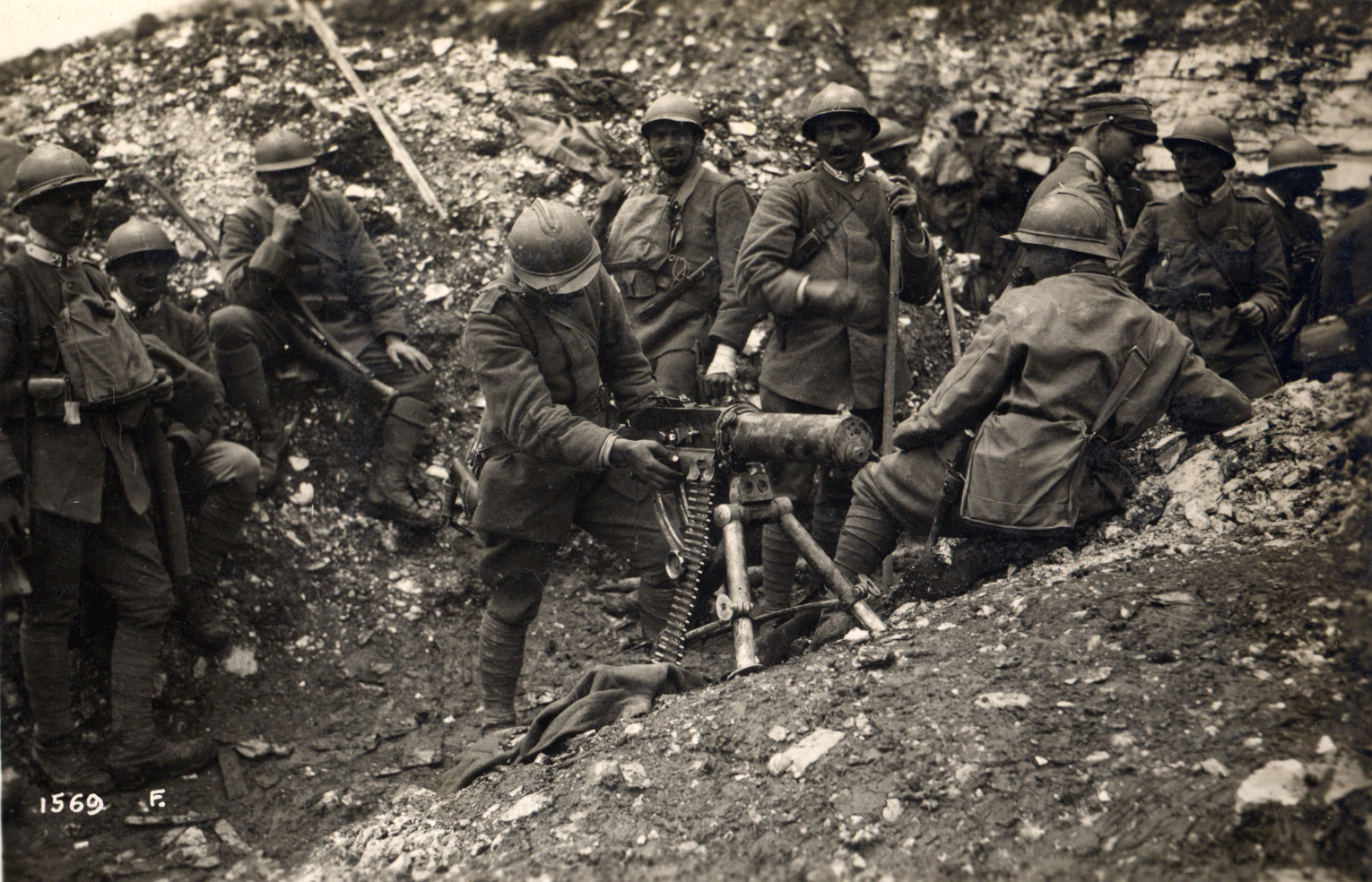
Italienische Soldaten mit erbeutetem österreichischen Maschinengewehr

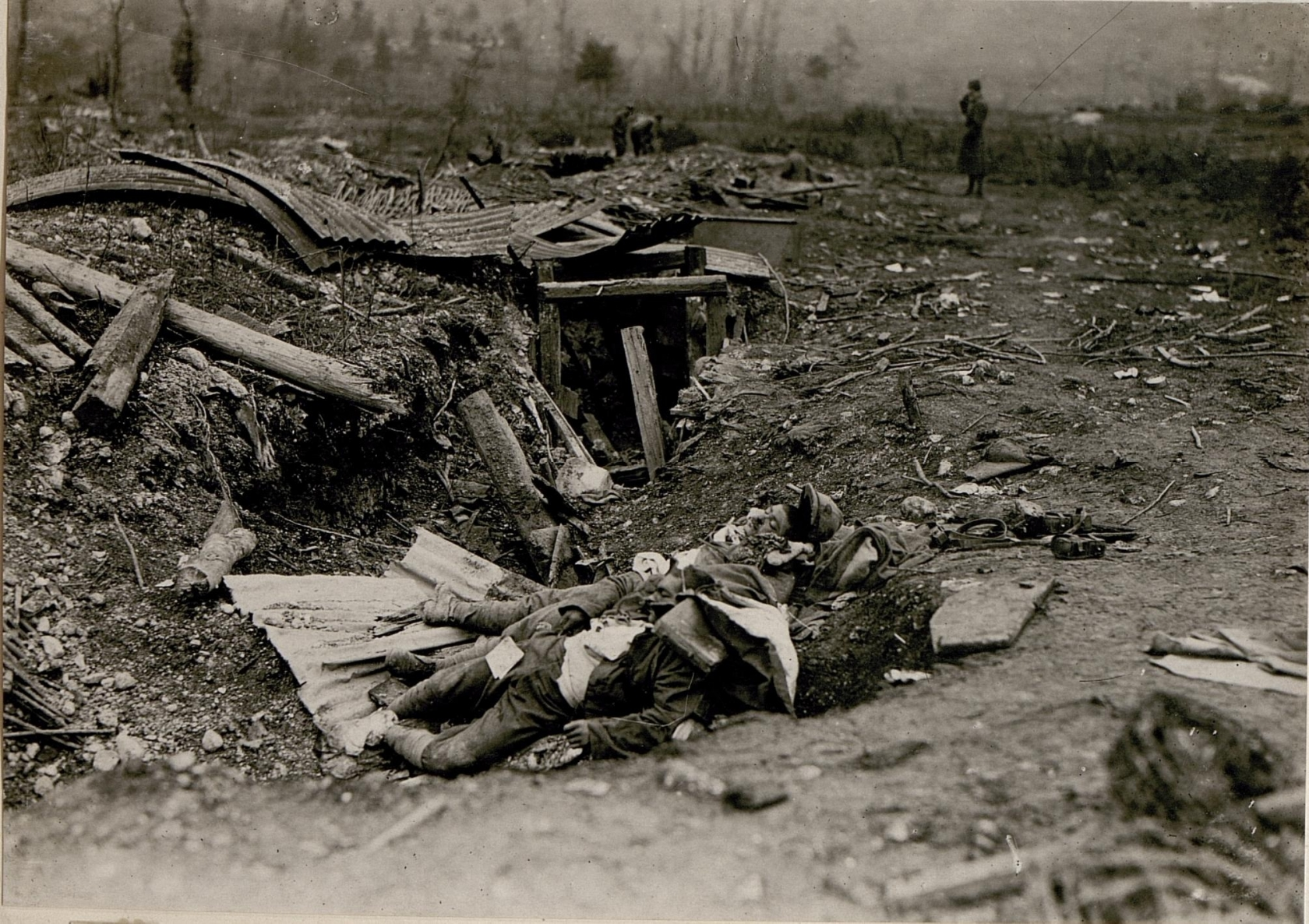
Zerstörter Italienischer Schützengraben bei Flitsch (Isonzo)

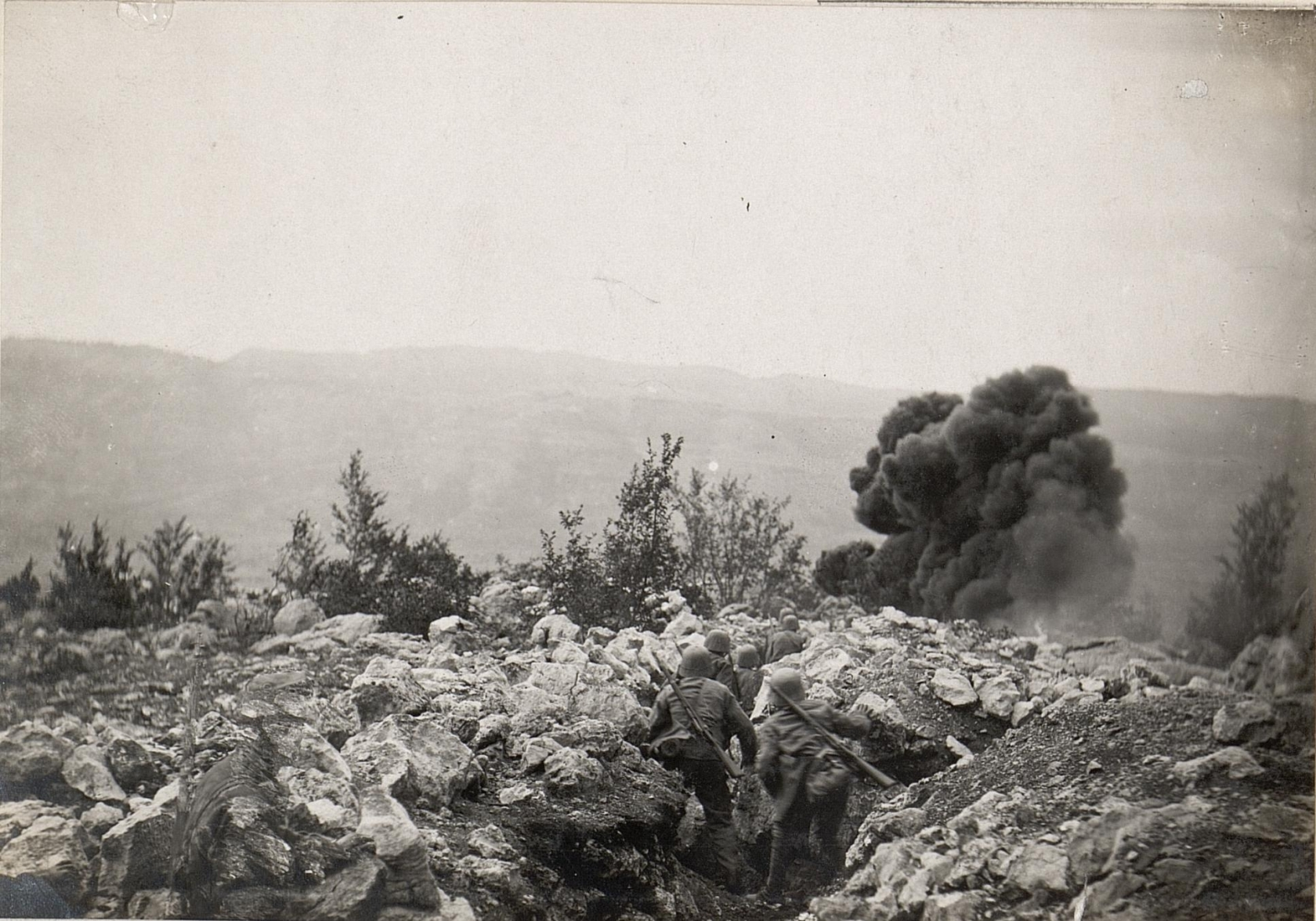
Österreichischer Flammenwerferangriff am Isonzo

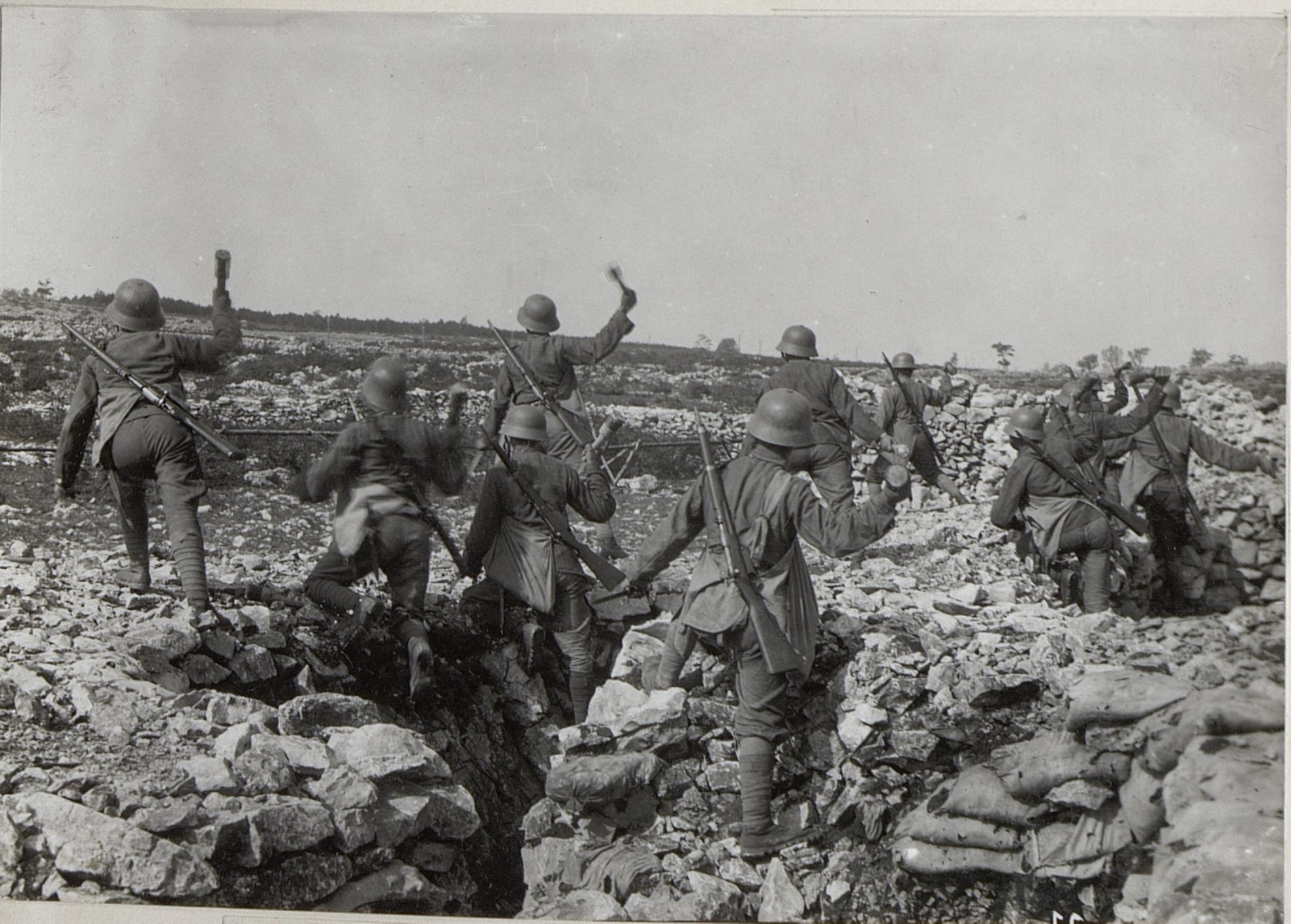
Österreich-ungarische Sturmtruppen, 1917

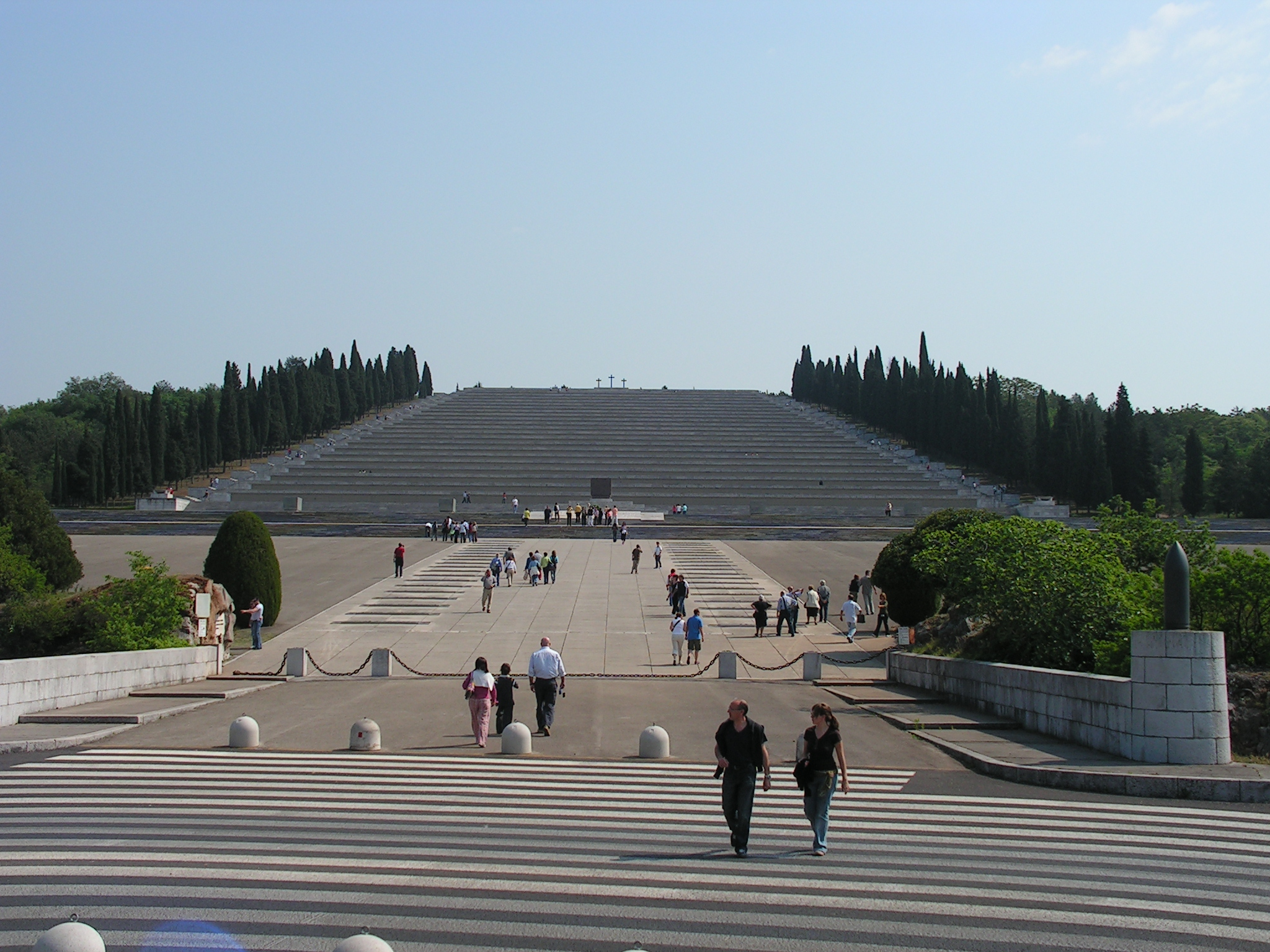
Die Gedenkstätte von Redipuglia, wo die Gebeine von rund 100.000 Gefallenen liegen

Italien war ab 1882 zusammen mit dem Deutschen Reich und Österreich-Ungarn im sogenannten Dreibund verbündet. Der Vertrag verpflichtete die Unterzeichner zu gegenseitiger Unterstützung im Falle eines gleichzeitigen Angriffs zweier anderer Mächte oder eines unprovozierten französischen Angriffs auf Deutschland oder Italien. Doch war das Verhältnis zwischen Italien und Österreich-Ungarn schon lange vor dem Ausbruch des Ersten Weltkriegs durch eine Rivalität belastet, die ihren Ursprung in den Italienischen Unabhängigkeitskriegen hatte. Sie gipfelte darin, dass 1911 der Chef des österreichischen Generalstabs Franz Conrad von Hötzendorf, wie schon vier Jahre zuvor, die österreichische Regierung zu einem Krieg gegen das im Dreibund verbündete Italien aufforderte, das sich in dieser Zeit gerade im Italienisch-Türkischen Krieg befand. Durch die Intervention des Außenministers Alois Lexa von Aehrenthal wurde der Generalstabschef Conrad von Hötzendorf deswegen zwar seines Amtes enthoben, jedoch bereits ein Jahr später, nach Aehrenthals Tod, wieder in sein Amt eingesetzt.
Aber auch der italienische Nationalstaat verlangte immer vehementer die Abtretung italienischsprachiger Gebiete im Machtbereich der Donaumonarchie. Diese Forderung machte Italien auch zur Bedingung für das Einverständnis eines österreichischen Angriffs auf Serbien. Doch als Österreich-Ungarn den Text des Ultimatums an Serbien der italienischen Regierung in Rom erst mit Verspätung übergab, verdeutlichte es, dass es wie schon während der gesamten Julikrise nicht beabsichtigte, Italien in die Entscheidungen der beiden Bündnispartner Deutschland und Österreich-Ungarn miteinzubeziehen, und auch nicht Gebietsabtretungen an Italien in Betracht zog. Da der Dreibund als ein reines Verteidigungsbündnis aufgesetzt worden war und die Kriegserklärung an Serbien ohne vorgängige Konsultation Italiens zudem formal einen Vertragsbruch gemäß Artikel V des Dreibundsvertrags darstellte, entschied sich Italien nach der Kriegserklärung Österreich-Ungarns an Serbien, die in den Ausbruch des Ersten Weltkriegs mündete, neutral zu bleiben.
Die deutsche Regierung drängte Österreich-Ungarn in den darauffolgenden Monaten zu Gebietskonzessionen an Italien, um den drohenden Kriegseintritt Italiens zu verhindern. Und auch in der österreichischen Regierung war man sich der Gefahr bewusst. So führte die strikte Verweigerung von Konzessionen gegenüber Italien durch Kaiser Franz Joseph am 11. Januar 1915 sogar zum Rücktritt von Außenminister Leopold Berchtold. Als man schließlich kurz vor dem Kriegseintritt Italiens doch noch Konzessionen signalisierte, war es jedoch bereits zu spät. Denn der Triple Entente war sehr am Aufbau einer zusätzlichen Front gegen die Mittelmächte gelegen. Deshalb nahm sie fast alle territorialen Forderungen Italiens in einem Vertrag auf, die vor allem die italienischsprachigen Gebiete der k.u.k. Monarchie beinhalteten und zusätzlich sogar auch nichtitalienische Gebiete mit einschloss. Nach der Unterzeichnung des geheimen Londoner Vertrages am 26. April 1915 in London kündigte Italien den Dreibundvertrag und trat mit der Kriegserklärung vom 23. Mai 1915 an Österreich-Ungarn auf der Seite der Entente in den Ersten Weltkrieg ein.

## Die Schlachten
Als Oberbefehlshaber der österreichisch-ungarischen Isonzo-Verteidigung wurde General der Infanterie Svetozar Boroević von Bojna bestimmt, der am 27. Mai von der Ostfront kommend, in Laibach eingetroffen war, als Generalstabschef der 5. Armee wurde FML Aurel von le Beau berufen. Am Isonzo waren bis zum 27. Mai abends erst 32 Bataillone und 9 Batterien im Kampfraum eingetroffen. Wegen der unterschiedlichen Geländegestaltung wurden am 28. Mai vier Verteidigungsabschnitte eingerichtet.
Abschnitt I: XV. Korps unter General der Infanterie Vinzenz Fox zwischen Krn bis Tolmein.
- 1. Division: FML Stephan Bogat (Tolmein)
- 50. Division: FML Franz Kalser von Maasfeld

Abschnitt II: XVI. Korps unter Feldzeugmeister Wenzel Wurm an der Isonzolinie von Auzza bis zur Wippach.
- 18. Division: GM Eduard von Böltz (Auzza-Plava)
- 58. Division: GM Erwin Zeidler (Görz, heute Gorizia)

Abschnitt III: Gruppe Goiginger von der Wippach bis Parenzo.
- 57. Division: FML Heinrich Goiginger (Hochfläche von Doberdò)
- 93. Division: GM Adolf von Boog (Zwischen Krn und Wippach)
- 94. Division: FML Hugo Kuczera (Küstenabschnitt bis Parenzo)

Abschnitt IV: Küstenrayon Fiume unter Generalmajor Karl Marić, vom Monte Maggiore bis zur kroatisch-dalmatinischen Grenze.

### Vorkämpfe
Die österreichisch-ungarische Armee war auf einen Angriff Italiens nur unzulänglich vorbereitet, obwohl zwischen der italienischen Kündigung des Dreibunds und Italiens Kriegserklärung an Österreich-Ungarn mehrere Wochen vergangen waren. Doch wollte man an der Grenze zu Italien im Vorfeld angeblich keine größeren Abwehrmaßnahmen ergreifen, um den potentiellen Gegner „nicht zu reizen“ (so die Lesart des k.u.k Oberkommandos). Der italienische Generalstabschef General Cadorna befahl seinen Truppen, nach der Kriegserklärung schnell auf österreichisches Staatsgebiet vorzudringen. Am unteren Isonzo wurde die italienische 3. Armee (Herzog von Aosta) von den schwachen k.u.k. Kräften zwei Tage lang aufgehalten, bis sie sich letztendlich am 25. Mai zwischen Pieris und Gradisca an den Fluss herankämpfen konnte. Auch am Nachbarabschnitt erreichten die Spitzen der italienischen 2. Armee (General Frugoni) am gleichen Tag zwischen dem Monte Sabatino und dem Dorf Selz das Westufer des Isonzo. Der k.u.k. Oberstleutnant Richard Körner befahl seiner schweren Artilleriebrigade die sofortige Aufnahme des Feuerkampfes gegen die Angreifer. Damit rettete er, obwohl ein gegenteiliger Befehl des Kommandos der Südwest-Front vorlag, den Brückenkopf Görz und schuf damit die Voraussetzung für den Aufbau der Isonzofront.
Die italienische 3. Armee setzte das VII. und XI. Korps gegen das Plateau von Doberdò an. Bei der 2. Armee hatte das VI. Korps gegen Görz anzugreifen, während das II. Korps einen Scheinangriff gegen den Monte Sabotino führte, um vom geplanten Hauptangriff auf den Kuk abzulenken, wozu zuerst der Fluss bei Plava überbrückt werden musste. Am 6. Juni besetzte das XI. Korps Gradisca, scheiterte aber bei Sagrado beim geplanten Flussübergang. Das Eintreffen der k.u.k. 48. Division (FML Theodor Gabriel) am 10. Juni stabilisierte die Front bis Mitte des Monats. Während Cadorna bereits über 214 Bataillone, 40 Schwadronen und 118 Batterien verfügte, konnte die k.u.k. 5. Armee dem Gegner lediglich 36 Bataillone, 16 Schwadronen und 75 Batterien gegenüberstellen. Zwischen dem 12. und 16. Juni gelang es dem italienischen II. Korps bei Plava den Isonzo zu überschreiten. Cadornas strategisches Ziel für die nächste Schlacht blieb der Durchbruch nach Triest.

### Erste Isonzoschlacht, 23. Juni bis 7. Juli 1915
Die Schwerpunkte der Italiener waren gegen den Monte San Michele, die Höhen im Osten und Norden von Monfalcone und um den Brückenkopf von Görz gerichtet. Oslavija und die Podgorahöhen konnten nicht genommen werden, ebenso mussten sich die Italiener vor Plava wieder zurückziehen. Das von den Österreichern bereits aufgegebene Gelände vor Sdraussina blieb in italienischer Hand. Angriffe gegen Selz und Doberdò scheiterten. Nach mehreren Angriffen gelang es der italienischen 14. Division, den Ort Redipuglia einzunehmen. Wiederholte Angriffe nördlich davon bei Polazzo wurden so entschieden abgewehrt, dass die Italiener keine weiteren Angriffe mehr unternahmen. Nur bei Sagrado wurde der Rand der Hochfläche erstiegen und südlich davon der Rand des Karstgebietes erreicht.

### Zweite Isonzoschlacht, 17. Juli bis 3. August 1915
Den Italienern gelang es auch in der zweiten Schlacht nicht, den Durchbruch zu erzielen. Weder der Frontbogen zwischen dem Monte San Michele und Seiz noch der Görzer Brückenkopf oder der bei Tolmein konnten eingedrückt werden. General Cadorna konnte lediglich geringfügige Geländegewinne vorweisen, die in keinem Verhältnis zu den dafür in Kauf genommenen Verlusten standen.

### Dritte Isonzoschlacht, 18. Oktober bis 4. November 1915
Die wieder mit Schwerpunkt gegen den Görzer Brückenkopf, den Nordteil der Doberdò-Hochfläche und gegen Zagora gerichteten Anstrengungen der italienischen 3. Armee waren nirgendwo von Erfolg gekrönt. Die gleichzeitig von der italienischen 2. Armee von 21. bis 24. Oktober am Oberlauf des Isonzo geführten Angriffe zwischen Flitsch und Plava brachen ebenfalls unter schweren Verlusten zusammen. Auf italienischer Seite werden die Verluste mit 62.466 Mann an Gefallenen, Verwundeten, Vermissten und Gefangenen angegeben. Die k.u.k. Truppen hatten in dieser dritten Schlacht etwa 40.000 Mann an Verlusten zu beklagen.

### Vierte Isonzoschlacht, 10. November bis 14. Dezember 1915
Bis zum 15. November lag der Schwerpunkt der erneuten italienischen Angriffe auf der nördlichen Hochfläche von Doberdò, zwischen 18. und 22. November waren ihre Durchbruchsversuche bei Oslavija
konzentriert. Danach versuchte man erfolglos, durch Angriffe auf der gesamten Isonzofront die österreichisch-ungarischen Streitkräfte zu zermürben.
Allein in den ersten vier Isonzoschlachten verloren die Italiener insgesamt etwa 175.000 Mann. Die österreichischen Verluste betrugen rund 123.000 Soldaten.

### Fünfte Isonzoschlacht, 11.–16. März 1916
Die fünfte italienische Offensive war eine der kürzesten Isonzoschlachten, die überhaupt nur auf Verlangen der Entente durchgeführt wurde. Frankreich und Großbritannien wollten so eine Entlastung ihrer Soldaten in der Schlacht um Verdun erreichen. General Cadorna überließ in dieser Schlacht das Vorgehen völlig den Befehlshabern der italienischen 2. und 3. Armee.
Die Truppenstärke der Italiener betrug 286 Bataillone und 1.360 Geschütze, plus 90 Bataillone Reserve, Österreich-Ungarn verfügte über 100 Bataillone und 470 Geschütze, plus 30 Bataillone in Reserve (Kräfteverhältnis erneut 3:1). Ziel der Italiener war erneut die Eroberung des Hochplateaus von Doberdò sowie der Stadt Görz. Die Offensive wurde ohne Geländegewinn abgebrochen.
Die Verluste waren bedingt durch die Kürze der Schlacht sowie das eher halbherzige Vorgehen Italiens gering, beide Seiten verloren ca. 2.000 Mann.

### Sechste Isonzoschlacht, 4.–15. August 1916
Am 4. August begann das italienische VI. Korps mit dem Angriff gegen den Frontbogen von Görz, der von der verstärkten k.u.k. 58. Division (FML Zeidler) mit 18 Bataillonen gehalten wurde. In leichterem Gelände südlich des Monte Sabatino gelang es, den Brückenkopf in seinem nördlichen Teil einzudrücken und mit starken Kräften das östliche Flussufer zu erreichen. Da der Monte San Michele den Brückenkopf von Görz flankierend beherrschte, war es für die Italiener aber zwingend notwendig, auch diesen einzunehmen. Verteidigt wurde der Abschnitt vom k.u.k. VII. Korps (17. und 20. Division). Gleichzeitig mit dem Angriff auf den Brückenkopf und den Monte Sabotino begann auch der Kampf um den Monte San Michele. Zwischen 9. und 11. August musste der Frontbogen von Görz und die Stellungen am Monte San Micheles von den Österreichern schrittweise geräumt werden. Weitere italienische Angriffe auf den Monte Santo blieben aber ergebnislos. Äußerst verlustreiche Kämpfe fanden auf der Hochfläche von Comen statt, da hier für die Verteidiger noch keine vorbereiteten Stellungen vorhanden waren und diese im Felsboden des Karsts erst mühevoll angelegt werden mussten.

### Siebente Isonzoschlacht, 14.–18. September 1916
Nach langem Trommelfeuer traten die Italiener am 14. September 1916 auf einer Breite von etwa 20 Kilometern südlich der Wippach zum Angriff an. Am 16. September richteten sich wieder schwere Angriffe gegen den Nordteil der Karsthöhe, die jedoch alle unter großen Verlusten zusammenbrachen. Die großen Verluste der Angreifer hatten zur Folge, dass sie im Bereich nördlich von Görz bei Plava einen intensiven Angriff nicht mehr durchführen konnten. Die Gefechtstätigkeit, die hier über das normale Maß ohnehin kaum einmal hinausgegangen war, wurde deutlich schwächer. Generaloberst Boroević verlegte auf Grund dieser Lageeinschätzung seine wenigen Reserven in den Bereich südlich von Görz, wo es am 17. und 18. September 1916 nochmals zu massiven italienischen Angriffen kam, die jedoch alle erfolgreich abgewehrt werden konnten.

### Achte Isonzoschlacht, 9.–12. Oktober 1916
Die achte Isonzoschlacht war eine direkte Fortsetzung der siebenten. Das Angriffsziel der Italiener, Triest, war dasselbe. Zusätzlich wurde ein Ablenkungsangriff zwischen der Wippach und St. Peter bei Görz unternommen. Die Italiener schafften es jedoch nur, östlich von Görz einige Schützengräben zu erobern, sowie einen minimalen Geländegewinn bei Hudi log und Kostanjevica na Krasu zu erzielen.
Die italienischen Verluste betrugen etwa 24.000 Mann, Österreich-Ungarn verlor 25.000 Mann.

### Neunte Isonzoschlacht, 31. Oktober bis 4. November 1916
Ziel der italienischen Angriffe war erneut der Durchbruch Richtung Triest, wobei sie im Raum Görz Ablenkungsangriffe durchführten. Nach einem Artilleriebeschuss von 5 Tagen ging die italienische Armee zum Angriff über. Diesmal versuchte man mit enormer Truppenkonzentration (8 Divisionen auf nur 8,5 km Frontbreite), den Durchbruch zu erzwingen. Den Italienern gelang tatsächlich der Durchbruch beim Berg Volkovnjak (Kote 284) und die vorübergehende Eroberung der Anhöhe Fajti Hrib sowie der Vorstoß bis Kostanjevica und die Einkesselung des Dorfes Hudi Log. Boroević’ Armee stand nun kurz vor dem Zusammenbruch, doch wieder setzte die italienische Armee nicht energisch genug nach und zögerte nach den bereits errungenen Erfolgen zu lange. So konnte Boroević die 5. k. u. k. Armee wieder sammeln, einen Gegenangriff unternehmen, das Dorf Hudi Log zurückerobern und die Italiener sogar wieder über die Anhöhe Fajti Hrib zurückschlagen. Die Frontlinie nach dieser Schlacht verlief von Fajti Hrib über Kostanjevica und Korita bis zum Fluss Timavo.
Die Kämpfe kosteten etwa 16.000 Italiener und 11.000 Österreicher das Leben.

### Zehnte Isonzoschlacht, 12. Mai bis 5. Juni 1917
In der zehnten Schlacht setzte Italien 450 Bataillone und 4.000 Geschütze ein, Österreich-Ungarn 210 Bataillone und 1.400 Geschütze sowie Minenwerfer.
Ziel der italienischen Offensive war wieder der Durchbruch nach Triest. Nach einem 2½-tägigen Trommelfeuer auf dem ganzen Frontabschnitt von Tolmein bis zur Adria und einem Ablenkungsangriff bei Görz erfolgte der Hauptangriff südlich von Görz. Den Italienern gelang vorübergehend die Eroberung des Dorfes Jamiano, sie wurden jedoch nach einem österreichischen Gegenangriff von der Höhe Hermada (225 m) herab auf die Flondarstellung wieder zurückgeworfen. Zwischen dem Monte Santo und Zagora, nördlich von Görz, gelang ihnen der Übergang über den Isonzo, die Bildung eines Brückenkopfes und auch dessen Verteidigung.
Die Verluste waren höher als in den vorangegangenen Schlachten, Italien verlor 160.000 Mann, darunter ca. 36.000 Tote, Österreich-Ungarn 125.000 Mann (17.000 Tote). Die italienische Armee konnte 23.000 österreichische Soldaten gefangen nehmen, die österreichische Armee machte 27.000 italienische Gefangene, was die schwache Kampfmoral zu diesem Zeitpunkt verdeutlicht.

### Elfte Isonzoschlacht, 17. August bis 12. September 1917
Trotz der zu diesem Zeitpunkt durch die Niederlage Rumäniens und dem faktischen Ausscheiden Russlands für die Entente eher ungünstigen Lage konnte Italien dennoch die bisher größte Streitmacht aufstellen. Ziel dieser Offensive war es, die österreichischen Nachschubverbindungen zu durchschneiden und Triest zu erobern. Die italienische Armee konnte zwar Erfolge verbuchen, scheiterte jedoch an den gesteckten Zielen, wie schon in den Schlachten zuvor.
Die italienische 2. Armee schaffte es an mehreren Stellen den Isonzo zu überqueren und das Hochplateau Bainsizza zu erobern, während die Angriffe der italienischen 3. Armee auf die Anhöhe Hermada trotz Geländegewinns scheiterten. Wieder setzten die italienischen Truppen nicht konsequent nach, so dass der österreichische Oberbefehlshaber Boroević seine Truppen in der zweiten Verteidigungslinie sammeln und eingraben lassen konnte. Die neue Frontlinie verlief im Gebiet der italienischen 2. Armee nach der Schlacht auf der Linie: Monte Santo (Kote 682) – Vodice (Kote 652) – Kobilek (Kote 627) – Jelenik (Kote 788) – Levpa. Und im Abschnitt der 3. italienischen Armee auf der Linie: Log – Hoje – Zagorje – San Gabriele.
Die Kämpfe waren heftig. Zentraler Eckpunkt der österreichisch-ungarischen Verteidigung war der Monte San Gabriele. Um diesen Berg mit seiner knapp 1500 Meter langen Frontlinie entbrannten schwere Kämpfe, denn mit dem Verlust des Monte San Gabriele hätte den italienischen Truppen der Weg ins Wippachtal, nach Adelsberg und auch Triest offen gestanden. Schon die österreichischen Anmarschwege zum Monte San Gabriele lagen unter fortwährendem italienischen Geschützfeuer und waren zum Teil in eine Staub- und Giftgaswolke gehüllt. Der Berg selber war durch die Kämpfe ein einziger unkenntlicher wasserloser Stein- und Schutthaufen, durchzogen mit Kavernen, Felshöhlen und zerschossenen Gräben. Da Tote und Verwundete oft nicht geborgen werden konnten, verbreitete sich überall süßlicher Verwesungsgeruch und waren dadurch alle umliegenden Brunnen und Quellen vergiftet. Der Gipfel wurde immer wieder von ungefähr 100 italienischen Bataillonen (mehr als 80.000 Mann) bestürmt und lag unaufhörlich unter Minenwerfer-, Gasgranaten- und Artilleriebeschuss. In der Nacht erhellten Feuerwerke und italienische Scheinwerfer die Front und Zustiegswege. Trotz größtem Aufwand, dem Einsatz von Elitesoldaten wie den Arditi und fast ununterbrochenen Trommelfeuer gelang den Italienern die vollständige Eroberung nicht. Zur Zeit der schwersten Kämpfe (Mitte August 1917 bis 12. September 1917) starben auf dem Monte San Gabriele auf italienischer Seite 25.000 und auf der habsburgischen Seite 15.000 Soldaten. Zur Anzahl der Verwundeten, Gefangenen und Erkrankten gibt es keine genauen Zahlen.
Die Verluste der italienischen Armee betrugen ca. 150.000 Mann (die Angaben schwanken stark, davon ca. 30.000 Tote), Österreich-Ungarn verlor 100.000 Mann (die Angaben schwanken ebenfalls stark, davon ca. 20.000 Tote). Zusätzlich wurden beide Armeen durch grassierende Krankheiten (Ruhr, Typhus) geschwächt, so dass auf beiden Seiten bis zu 500.000 Mann durch Krankheit ausfielen. Diese Ausfälle sind jedoch nicht in den Verlustzahlen enthalten.

### Zwölfte Isonzoschlacht, 24.–27. Oktober 1917
Die zwölfte und letzte Isonzoschlacht unterschied sich stark von den übrigen. Nach den schweren Verlusten in der Zehnten und Elften Isonzoschlacht sah sich das k.u.k. Oberkommando vor die Frage gestellt, den nächsten Angriff abzuwarten und bei nicht mehr ausreichenden Abwehrkräften die militärische Niederlage zu riskieren, oder selbst einen Gegenangriff zu wagen. Man entschied sich für die Offensive und überraschte damit die Italiener. Nachdem die deutsche Oberste Heeresleitung starke Truppenhilfe zugesagt hatte, die durch das Ende der Kämpfe mit Russland möglich geworden war, wurde der 24. Oktober 1917 als Angriffstag festgelegt. In dieser Zwölften Isonzoschlacht gelang es der von der 14. deutschen Armee unterstützten Armee der k.u.k.-Monarchie, unter anderem auch aufgrund des massiven Einsatzes von Giftgas durch deutsche Pioniere, zwischen Flitsch und Tolmein in dreitägigem Ringen den Durchbruch an der Isonzofront zu erzwingen. So verschossen deutsche Pioniereinheiten während der Offensive mit Gaswerfern 70.000 Grün- und Blaukreuzgranaten und setzten dabei die an der Südfront bis dahin unbekannten Kampfstoffe Chlorarsen und Diphosgen ein, gegen die die italienischen Gasmasken wirkungslos waren. Dieser Sieg hatte zugleich den Zusammenbruch der noch intakten italienischen Fronten im Fleimstal und in den Dolomiten sowie in den Julischen- und Karnischen Alpen zur Folge. Die italienische 2., 3. und 4. Armee sowie die Karnische Gruppe (Zona Carnica) waren zum Rückzug aus Friaul bis in die venetische Tiefebene gezwungen. Die Verluste der Italiener betrugen in dieser Schlacht etwa 40.000 Tote und Verwundete, 298.745 Gefangene, 3512 Geschütze, 1732 Minenwerfer, 2899 Maschinengewehre und sonstiges Kriegsmaterial.
Am Hochwasser führenden Piave lief sich der Vormarsch der Mittelmächte Anfang November 1917 schließlich fest. Das italienische Heer konnte sich hier mit letzten Anstrengungen wieder stabilisieren; dazu trug auch die langsam anlaufende Truppenunterstützung durch Großbritannien, Frankreich und die USA bei.

## Allgemeines
Die Schlachten am Isonzo unterschieden sich kaum, abgesehen von der zwölften und letzten. Tagelange Artillerievorbereitung auf engstem Raum, Angriffe der Infanterie, teilweise erbitterte Kämpfe bis auf Nahkampfentfernung, Gegenangriffe. Wie die meisten Generalstäbe in den ersten beiden Kriegsjahren unterschätzte auch die italienische Armeeführung die technischen Möglichkeiten der modernen Defensive, die insbesondere durch den flächendeckenden Einsatz von Maschinengewehren die Erfolgsaussichten von Frontalangriffen vor allem im gebirgigen und deckungsfreien Gelände radikal verringert hatte, massiv. Laut Schätzung des Historikers MacGregor Knox waren die habsburgischen Verluste deshalb viel geringer als die italienischen. Statistisch kamen im Jahr 1915 und 1916 auf jeden gefallenen österreichischen Soldaten 2,2 italienische um, im Jahr 1917 war das Verhältnis bei 1 zu 10; der Mittelwert für den ganzen Krieg betrug 1 zu 4,3. Größere Geländegewinne gelangen in den ersten elf Schlachten keiner Seite. Auch im Hochgebirge wurde der Kampf trotz des ungeeigneten Geländes nicht minder heftig ausgetragen. So kam es mehrfach vor, dass Pioniereinheiten Stollen unter einen Gipfel gruben, der von feindlichen Soldaten besetzt war; die Stollen wurden dann mit Sprengstoff gefüllt und der ganze Berggipfel mitsamt der feindlichen Besatzung gesprengt (z. B. der Col di Lana in Buchenstein). Die Natur tat ein Übriges. Im Kriegswinter 1916/17 starben mehr Soldaten durch Lawinen als durch direkte feindliche Waffeneinwirkung. Allerdings halfen beide Seiten nach, indem sie durch Artilleriebeschuss gezielt Lawinen über den feindlichen Stellungen auslösten.
Noch heute sind Spuren des Kriegsschauplatzes vorhanden. Zahlreiche von den Soldaten in den Fels gesprengte Kavernen, Bunker und Versorgungsschächte sind erhalten geblieben. Einige der damaligen Verteidigungsanlagen wurden als Anschauungsobjekte restauriert, so sind vor allem die Anlagen am Kleinen Pal und am Frischenkofel, auch Cellon genannt, sehenswert. Am Cellon konnte auch der österreichische Nachschubweg von den Italienern eingesehen und mit Artillerie angegriffen werden, deshalb bauten hier österreichische Pioniereinheiten einen fast senkrecht emporsteigenden und mit Holztreppen versehenen Nachschubschacht im Berg, den sogenannten Cellonstollen. Manche heutigen Klettersteige, Wanderwege oder Straßen wurden damals während der Kriegszeit u. a. auch von russischen Kriegsgefangenen erbaut. Wegen der günstigen Erhaltungsbedingungen im karstigen Kampfgebiet gibt es Stellen, an denen noch heute Knochen, verrostete Gürtelschnallen, Bajonette, Stacheldraht und Ähnliches zu finden sind. Unter anderem ist der Berg Krn, von den Italienern Monte Nero genannt, heute einige Meter niedriger als vor den Kämpfen, weil sein Gipfel durch Artillerie- und Pionierattacken weggeschossen und weggesprengt wurde.
Einige Gebiete wurden von österreichisch-ungarischen Soldaten Todeskuppe oder Todesberg genannt. Italienische Soldaten nannten einen  Berg namens Monte Santo Santo Maledetto (verdammter Heiliger) und sangen u. a. bezogen auf den Berg Crn ein Lied mit dem Text „O Monte Nero … Verräter meiner Jugend“.
Kriegsentscheidend für Italien waren die Isonzoschlachten nicht. Als entscheidender italienischer Sieg gilt vielmehr (jedenfalls aus italienischer Sicht) die Schlacht von Vittorio Veneto, die dritte und letzte der auf die Isonzoschlachten folgenden Piaveschlachten kurz vor Kriegsende, die zum Waffenstillstand von Villa Giusti führte. Diese Schlacht sowie das Fronterlebnis und die riesigen Verluste nährten in der Nachkriegszeit den italienischen Mythos vom „verlorenen Sieg“. Die Unzufriedenheit breiter Schichten entzündete sich vor allem daran, dass dem Königreich Italien in den Pariser Vorortverträgen nach dem Ersten Weltkrieg nicht alle erhofften Gebiete in Dalmatien zugesprochen wurden. Ein Umstand, der neben dem Scheitern des italienischen Generalstreiks 1922 (von Mussolini in Anspielung auf die Schlacht von Karfreit auch „Caporetto des italienischen Sozialismus“ genannt) dem Sieg des Faschismus und der Machtübernahme durch Benito Mussolini mit den Weg bereitete.

## Verfilmungen
- In einem anderen Land (1932)
- Bataillon der Verlorenen